# Колупаевы
Колупаевы — российский дворянский род. 
В 1468 году в Никольской патриаршей летописи упоминается казанский богатырь Колупаа. 

«Того же месяца иуня 4 из Новагорода из Нижнего застава князя великого, князь Федор Хрупин с москвичи идоша на Волгу и побиша Татар Казаньских, двор царев, многих добрых. Тогды убили Колупаа, а князя Хорум Бердея изымав приведоша к великому князю на Москву».
При подаче документов (1686) для внесения рода в Бархатную книгу, была предоставлена родословная роспись Колупаевых, ввозная грамота (1587) Никите Лункову Колупаеву на Ямскую слободу близ Одоева.

## История рода
Потомки Колупаа, перейдя на русскую службу и приняв православие, становятся известными среди русских дворянских семей с середины XVI века и относятся к выдающимся нижегородским фамилиям, достигших положения при Великокняжеском государевом дворе. В 1492 году упоминается Колупай Михайлов сын Приклонский бывший на московской военной службе, он возглавлял посольство к казанскому хану Махмет-Аминю, в 1528 году на московский военной службе был его сын Михайло Михайлов Колупаев, в 1547 году он фигурирует, как землевладелец и дворянин, в 1564 году выполнял дипломатическую миссию в Ногайскую орду. 

«Дети боярские Приклонские упоминаются в связи с Нижегородским краем с начала XVI век. Сведения о них извлекаем из различных актовых и делопроизводственных материалов. Самые ранние данные сообщают о нижегородских землевладельцах Шаге и Колупае (Василии) Михайловых детях Приклонских, а затем их детях Федоре, Григории и Степане Шагиных, Михаиле и Петре Колупаевых. Колупай стал великокняжеским дьяком при Василии III, выполнял ответственные дипломатические поручения, приобрел земли во Владимирском уезде. Видимо, благодаря этому его сын Михаил числился в составе государева двора по Владимиру»
.
Михаил Колупаев — участник покорения Поволжья в XVI веке, он и его брат Петр начинал службу, как голова (низший командный состав) в военных компаниях. Михаил Колупаев известен в связи с покорением Астраханского ханства. Родословный список содержит его сообщения из Астрахани в Москву (1549-1550), взятие московскими войсками Астрахани (1550) и военные отчеты (1554-1555). Андрей Михайлон Колупа н упоминается (1572), как московский пристав, он также как и отец выполняя при Иване IV различные военные и полицейские поручения.
Иван Ондреев Колупаев (1596) числится среди «десятни новиков, поверстанных… государевым царевым и великого князя Феодора Ивановича жалованьем поместным окладом детей боярских по 200 четвертей».
Сын Ивана — Лумп Колупаев упоминается в 1560 году, как одоевский помещик. Согласно родословного списка с грамоты от 15 марта 1587 года он имел сына Никиту Лумповича, которому была пожалована Ямская слобода города Одоева. Усадьба Колупаевых на «посаде, на Ямской слободе», находилась на территории нижнего посада города Одоева, которая в 80-е годы XVI века была выведена из границ города и роздана в поместья дворянам.
В 1607 году в период Смутного времени Никита Лумпович Колупаев погиб в результате расправы восставших противников Василия Шуйского над дворянами. Никита был сброшен казаками самозваного царевича Петра Федоровича со стен одоевской крепости, 

«перед московским разорением убит с башни в Одоеве городе, что вором изменником украинским креста не целовал». При этом, «дом и животы воры все разорили и розграбили, и ростащили наказы и жалованные грамоты, и письма всякие побрали».
Казнь Колупаева произошла во время похода самозванца из Путивля в Тулу, или при его пребывании в Туле.
Сыновья Никиты Лумповича: Пётр, Фёдор и Семён дослужились до высшего городового чина — дворян выборных, ещё один его сын Михаил Никитич Колупаев имел сына Петра Михайловича, упоминаемого (1650), как одоевский помещик.
- 1. Пётр Никитич Колупаев — в 1617 году упоминается, как сын боярский и в 1627 году, как одоевский помещик, он имел трёх сыновей:

Старший сын — Василий Петрович Колупаев убит в 1656 году в результате неудачной осады Риги царя Алексеем Михайловичем в ходе Русско-Шведской войны 1656—1658 годов. Младший сын Михаил Петрович с 1655 года был думный дворянин, ему многократно приходилось выполнять обязанности сотенного головы и воеводы, с 1658 года он — московский стряпчий и с 1692 года — окольничий. Известен, как жертвователь в Богородице-Рождественский Анастасов монастырь Одоева, наряду с внуком своим сенатором, генерал-аншефом Алексеем Ивановичем Таракановым.
- 2. Фёдор Никитич Колупаев — упоминается в 1627 году, как одоевский помещик, он погиб под Быховым в 1659 году, во время взятия города войском князя Ивана Ивановича Лобанова-Ростовского во время Русско-польской войны 1654—1667 годов. У него остался сын Игнатий Федорович, упоминаемый, как московский дворянин, он получил второй из табеля московских чинов — чин стряпчего, отставной в Москве для посылок (1706, 1710).
- 3. Семён Никитич Колупаев — в 1627 году, одоевский помещик, он погиб бездетным под Конотопом в 1659 году в битве, проигранной русскими во главе с князем Алексеем Никитичем Трубецким.

Фёдор Ильин Колупаев—участник Земского собора 1653 годат.

## Известные представители
- Колупаев Михаил Петрович ― стряпчий (1658), московский дворянин (1668-1677), думный дворянин (1685-1686), окольничий (1690-1692).
- Колупаев Гаврила Иванович ― московский дворянин (1658-1668).
- Колупаев Игнатий Фёдорович ― московский дворянин (1676-1677)[16].
- Колупаев-Приклонский Гаврила Иванович ― московский дворянин (1640).
- Колупаев-Приклонский Богдан Иванович ― московский дворянин (1658)[16].